# Hildur Dixelius
Hildur Emma Euphrosyne Dixelius, zeitweise auch Dixelius-Brettner bzw. Dixelius-von Aster, (* 14. Oktober 1879 in Nederkalix; † 19. August 1969 in Finja, heute Teil der Gemeinde Hässleholm, Skåne län) war eine schwedische Schriftstellerin.

## Leben
Dixelius war eine Tochter des Pfarrers Johan Gustaf Dixelius (1850–1917) und seiner Frau Euphrosyne Rosenius, die ebenfalls Pfarrerstochter war. Zu ihren Brüdern und somit zu Hildur Dixelius‘ Onkeln gehören der Theologe Martin Rosenius und der Laienprediger Carl Olof Rosenius. Hildur Dixelius wuchs bis 1884 in Nederkalix und anschließend in Anundsjö (heute Teil der Gemeinde Örnsköldsvik) auf. Schon mit 17 Jahren veröffentlichte sie eine Novelle in der Zeitschrift Västernorrlands Allehanda. 1902 heiratete sie den Arzt Johan Brettner in Arvika, von dem sie aber 1910 schon wieder geschieden wurde. Die ersten Bücher veröffentlichte sie als Hildur Brettner, später als Hildur Brettner-Dixelius. 1923 heiratete sie den deutschen Philosophen  Ernst von Aster, mit dem sie zuerst in Deutschland lebte. Nachdem von Aster 1933 als SPD-Mitglied und Pazifist seinen Lehrstuhl an der Universität Gießen verloren hatte, lebten sie zunächst wieder in Anundsjö. 1936 wurde von Aster auf einen Lehrstuhl an der Universität Istanbul berufen, und seine Frau lebte zeitweise mit ihm dort, zeitweise weiterhin in Bredbyn in Anundsjö. Die Ehe blieb kinderlos. In ihren letzten Jahren lebte Dixelius in einem Kurhotel in Tyringe, Gemeinde Hässleholm, Skåne, wurde aber im heimischen Bredbyn an der Seite ihres Mannes bestattet.

## Werk
Bereits ihr erstes Buch Barnet (deutsch: Das Kind, 1936) von 1909 gewann einen Romanwettbewerb. Es folgten die Romane En hustru (1912) und Ett tappert hjärta (1913) sowie die Erzählungsbände En mesallians (1916), Drömmen (1917) und Far och son (1918). 1919 gab sie autobiografische Aufzeichnungen der Schauspielerin und Sängerin Signe Hebbe heraus. Zwischen 1920 und 1922 erschien ihr erfolgreichstes Werk, die Romantrilogie Prästdottern – Prästdotterns son – Sonsonen über eine Pfarrersfamilie in Västerbotten zwischen dem Ende des 18. und der Mitte des 19. Jahrhunderts. Sie wurde ins Englische, Deutsche (von Wolf-Heinrich von der Mülbe), Französische, Niederländische, Norwegische, Polnische, Tschechische und Dänische übersetzt und unter dem Titel Sara Alelia in etlichen Auflagen verbreitet. Ein Hauptthema des Werks ist die Gefahr, die aus dem (gleichwohl unausweichlichen) sexuellen Begehren erwächst. Dieses Motiv taucht auch in Fostersyskon (1924, deutsch: Die Pflegegeschwister, übersetzt von Ernst von Aster, 1937) wieder auf. In den späteren Romanen (z. B. Synderskan, 1935, Deutsch: Die Sünderin, 1935; Skohandlare Sandin och hans barn, 1936, deutsch: Schuhhändler Sandin und seine Kinder, 1939) zeigt sich Dixelius psychoanalytisch geschult und schildert Neurosen und Traumata. Das Theaterstück Mördaren wurde 1928 in Stockholm uraufgeführt. Ihr letztes Buch Stormansfru och helgon (1951) war eine Sammlung von Erzählungen rund um die heilige Birgitta von Schweden.
Dixelius‘ Werke wurden bis ins letzte Viertel des 20. Jahrhunderts nachgedruckt.